# عثمان منصوربوري
محمد عثمان منصوربوري (12 أغسطس 1944 - 21 مايو 2021) عالم مسلم هندي شغل منصب الرئيس الوطني لجمعية علماء الهند. قام بتدريس الحديث في دار العلوم ديوبند وعمل في المدرسة كعميد عامل.

## السيرة الشخصية
ولد ثمان منصوربوري في 12 أغسطس 1944 في منصوربور، مظفرناغار. تخرج من دار العلوم ديوباند في دار العلوم التقليدية عام 1965. تخصص في القيرات والتجويد والأدب العربي عام 1966 من مدرسة ديوبند.
درس عثمان في مدرسة القاسمية في كايا بيهار لمدة خمس سنوات، وفي المدرسة الإسلامية العربية لمدة أحد عشر عامًا. في عام 1982 تم تعيينه مدرسًا في دار العلوم ديوبند. قام بتدريس الحديث بما في ذلك كتاب موطأ الإمام مالك ومشكاة المصابيح. في 5 أبريل 2008 تم تعيينه الرئيس الوطني لجمعية علماء الهند. شغل منصب نائب رئيس دار العلوم ديوباند لمدة 11 عامًا من 1999 إلى 2010. في أكتوبر 2020 تم تعيينه مديرًا عاملاً للحوزة. من مؤلفاته رداد قاديانيات.
في نوفمبر 2016 احتجاجًا على زيارة رئيس الوزراء الإسرائيلي رؤوفين ريفلين إلى الهند، ألقى عثمان كلمة أمام تجمع في نيودلهي، قائلاً: "لقد كان الترحيب بظلم ضد ثقافتنا وتقاليدنا". كما أعرب عن أن "الحكومة الهندية يجب أن تعيد النظر في علاقتها مع إسرائيل الطاغية والتوسعية التي تسير على خطى المهاتما غاندي وجواهر لال نهرو وأتال بيهاري فاجبايي، ولا ينبغي أن تنتهك الصداقة التقليدية للهند مع الأشخاص الأضعف والمضطهدين في جميع أنحاء البلاد". دافعت جمعية علماء الهند عن اتفاق آسام تحت قيادته في المحكمة العليا في الهند خلال مايو 2017. في نوفمبر 2019 وصف اجتماع حكم أيوديا بأنه "أحلك بقعة في تاريخ الهند الحرة". كما أيد السجل الوطني للمواطنين لأنه يعتقد أن "من هو هندي ومن لا يجب أن يعرف". اعتبر أن كشمير جزءًا لا يتجزأ من الهند ". في ديسمبر 2017 قاد عثمان احتجاجًا مناهضًا لإسرائيل في فاراناسي، والمطالبة بإنهاء احتلال القدس وقتل الأبرياء.
توفي عثمان منصوربوري في 21 مايو 2021 من جراء كوفيد 19. أعرب فاروق عبد الله عن تعازيه في وفاته قائلاً إن عثمان كان داعية للوحدة الوطنية والوئام المجتمعي وأن وفاته خسارة لكل من الهند والمجتمع المسلم. وأشار عبد الله إلى أن «عثمان سيذكر تصرفاته العلمية، وسهولة التوضيح في تعريف طلابه بتعاليم القرآن والسنة».